# Cantón de Lille-Norte
El cantón de Lille-Norte era una división administrativa francesa, que estaba situada en el departamento de Norte y la región de Norte-Paso de Calais.

## Composición
El cantón estaba formado por una comuna, más una fracción de la comuna que le daba su nombre:
- La Madeleine
- Lille (fracción)

## Supresión del cantón de Lille-Norte
En aplicación del Decreto nº 2014-167 de 17 de febrero de 2014, el cantón de Lille-Norte fue suprimido el 22 de marzo de 2015 y sus 2 comunas pasaron a formar parte; una del nuevo cantón de Lille-1 y la fracción de la comuna que le daba su nombre se unió con las demás fracciones para que, por medio de una reestructuración cantonal, fueran creados los nuevos cantones de Lille-1, Lille-2, Lille-3, Lille-4, Lille-5 y Lille-6.